# Линарес (футбольный клуб, 1960)
«Линарес» (исп. Linares Club de Fútbol) — не существующий в настоящее время испанский футбольный клуб из одноимённого города, выступавший в своём последнем сезоне 1989-90 в Сегунде Б, третьем по силе дивизионе Испании. Основан в 1960 году. Домашние матчи проводил на стадионе «Линарехос», вмещающем 10 000 зрителей. В «Примере» «Линарес» никогда не выступал, лучшее достижение команды в «Сегунде» 12-е место в сезоне 1980/81. В связи с финансовыми проблемами клуб прекратил существование в 1990 году.

## Достижения
- Победитель Сегунды Б (1): 1979/80.

## Сезоны по дивизионам
- Сегунда — 5 сезонов.
- Сегунда Б — 8 сезонов.
- Терсера — 11 сезонов.
- Региональная лига — 6 сезонов.

## Известные игроки и воспитанники
- Рафаэль Бенитес
- Мануэль Меса
- Мануэль Пресиадо
- Хуанде Рамос
- Пако Флорес

## Известные тренеры
- Нандо Йосу
- Энрике Матеос
- Мануэль Руис Соса